# Georges Aboilard
Georges Aboilard, né le 18 novembre 1852 à Melun et mort le 30 décembre 1908 dans le 7e arrondissement de Paris, est un ingénieur civil[réf. nécessaire] qui a fait fortune dans le domaine des télécommunications.

## Biographie
Georges Aboilard est né le 18 novembre 1852 à Melun.
Il fonde la Société de matériel téléphonique, qui verra son directeur récompensé de la Légion d'honneur le 14 août 1900. Le 25 août 1904, il est promu Officier de la Légion d'honneur.
Il épouse Eugénie-Caroline Bonis, sœur de la compositrice Mel Bonis, en 1878.
Il est mort le 30 décembre 1908 dans le 7e arrondissement de Paris.

## Sources
- Étienne Jardin, Mel Bonis (1858-1937) : parcours d'une compositrice de la Belle Époque, 2020 (ISBN 978-2-330-13313-9 et 2-330-13313-8, OCLC 1153996478, lire en ligne)